# Letiště Sisimiut
Letiště Sisimiut (grónsky: Mittarfik Sisimiut; IATA: JHS; ICAO: BGSS) je vnitrostátní letiště obsluhující Sisimiut, hlavní město grónského kraje Qeqqata. Nachází se na severním pobřeží zálivu Kangerluarsunnguaq, 4 kilometry severozápadně od Sisimiutu.

## Historie

### Pozadí
V polovině 60. let 20. století nasadila Grønlandsfly, největší grónská aerolinie, do provozu své první vrtulníky. Ty začaly brzy díky své flexibilitě hrát v grónské dopravě klíčovou roli. Měly ale příliš vysoké provozní náklady a jejich lety byly často kvůli špatnému počasí odkládány či rušeny, a tak začaly v 70. letech vznikat plány na jejich nahrazení letadly. Ta ale vyžadovala k provozu přistávací dráhy.

### Výstavba
Návrh na výstavbu letiště v Sisimiutu byl oficiálně schválen v dubnu 1978 na schůzi Grónské zemské rady. K srpnu 1980 zvažovala Grónská technická organizace tři možné lokace:
1. její stávající přistávací dráha
2. úpatí hory Nasaasaaq
3. pobřeží severně od zálivu Kangerluarsunnguaq

První návrh byl vyloučen kvůli obtížnému terénu v okolí ranveje, který by s sebou nesl vyšší množství odložených či zrušených letů. K roku 1985 byl již vybrán hřeben nacházející se východně od Kangerluarsunnguaqu.
V červnu 1985 podpořila předběžný návrh letiště obecní rada Sisimiutu a vyčlenila na jeho plánování 4,7 milionu dánských korun. Ke konci října projekt schválil Národní plánovací výbor (Landsplanudvalget). Za výstavbu měla být zodpovědná firma Arctic Consultant Group, přičemž výše nákladů byla odhadnuta na 68 milionů korun. Projekt ale nakonec uskutečněn nebyl a místo něj byl ve městě 8. prosince 1990 otevřen nový heliport.
Na podzim roku 1993 se začala grónská vláda potenciálním letištěm v Sisimiutu zabývat znovu. Vrtulníky provozované Grønlandsfly totiž zastarávaly a jejich nahrazení novými by bylo příliš drahé - podle odhadů by se náklady vyšplhaly až na 350 milionů korun. Na to neměla aerolinie peníze, a tak by tuto částku musela částečně pokrýt vláda. Jejich nahrazení letadly bylo shledáno ekonomičtějším, ale pro to v zemi neexistoval dostatek letišt. Kromě Sisimiutu tak začala být plánována výstavba nových letišť i v Maniitsoqu, Upernaviku, Aasiaatu, Paamiutu, Uummannaqu a Qaqortoqu.
Blízkost letiště k hoře Palasip Qaqqaa znamenala do budoucna turbulence. Kvůli tomu povolil Grónský letištní úřad výstavbu přistávací dráhy až v první polovině května 1995, a to pouze pod podmínkou, že letiště bude vybaveno elektronickým meteorologickým radarem.
Grónské národní muzeum a archiv zaznamenalo díky konstrukci 50 nových archeologických nalezišť. Byla vykopána čtyři sídliště kultury Saqqaq a pět hrobů kultury Thule, což přispělo ke znalostem o nástojích využívaných mladší saqqaqskou kulturou a o pohřebních zvycích thuleské kultury.

### Provoz

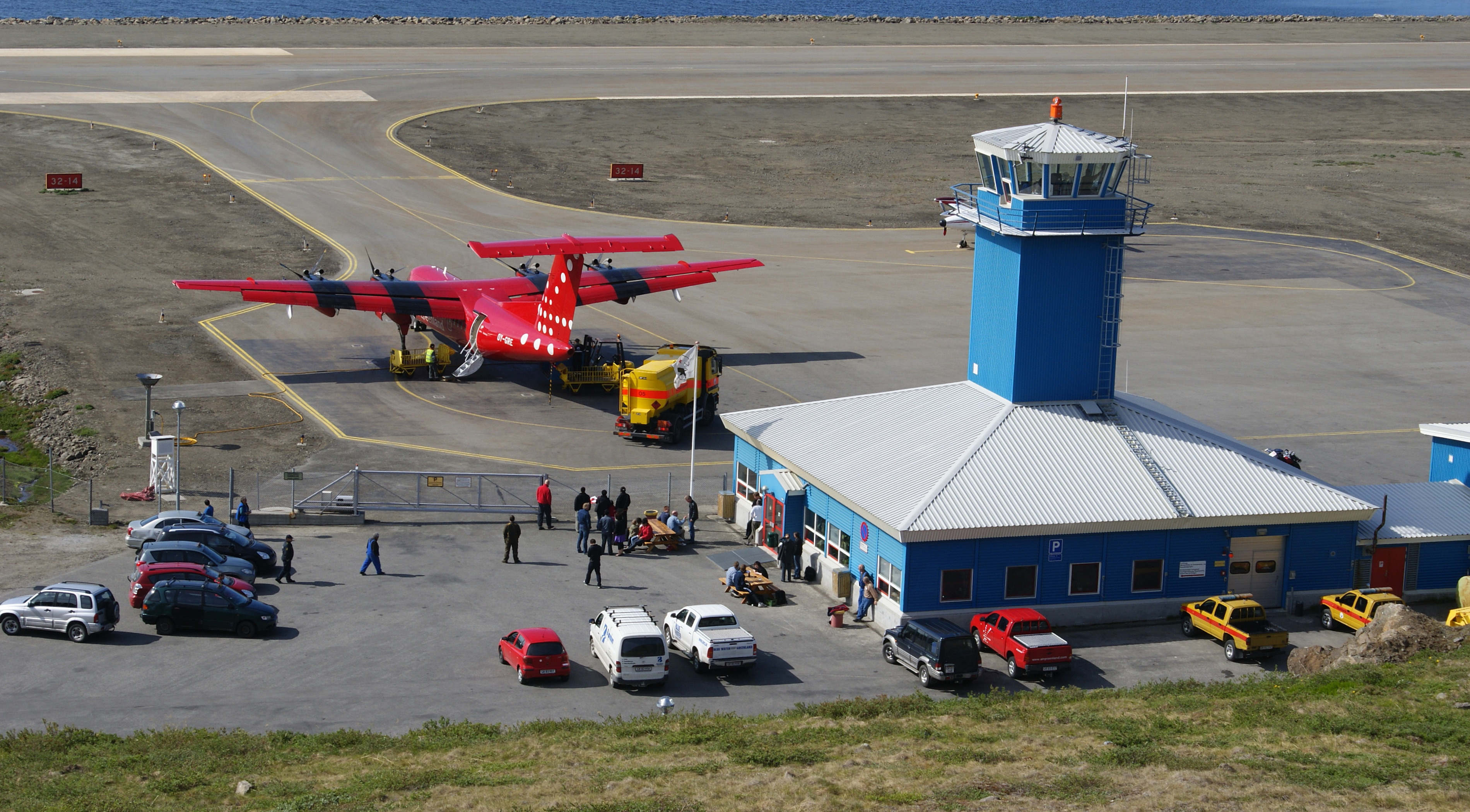
Terminál

Letiště bylo otevřeno v sobotu 3. října 1998, přičemž jeho výstavba stála celkem 210 milionů korun. Jeho inaugurace se zúčastnilo zhruba 700 osob a jeho uvedení do provozu způsobilo uzavření heliportu, který město obsluhoval předtím. Zpočátku ho mohla využívat pouze Grønlandsfly, a to jen pro vnitrozemské lety. Obě tato omezení byla 1. listopadu 1999 zrušena.
Letiště bylo hned doprovázeno problémy spojené s absencí vybavení k odmrazování letadel. V listopadu 1998 muselo být kvůli tomu zrušeno či odloženo pět letů.

## Infrastruktura

Diagram letiště

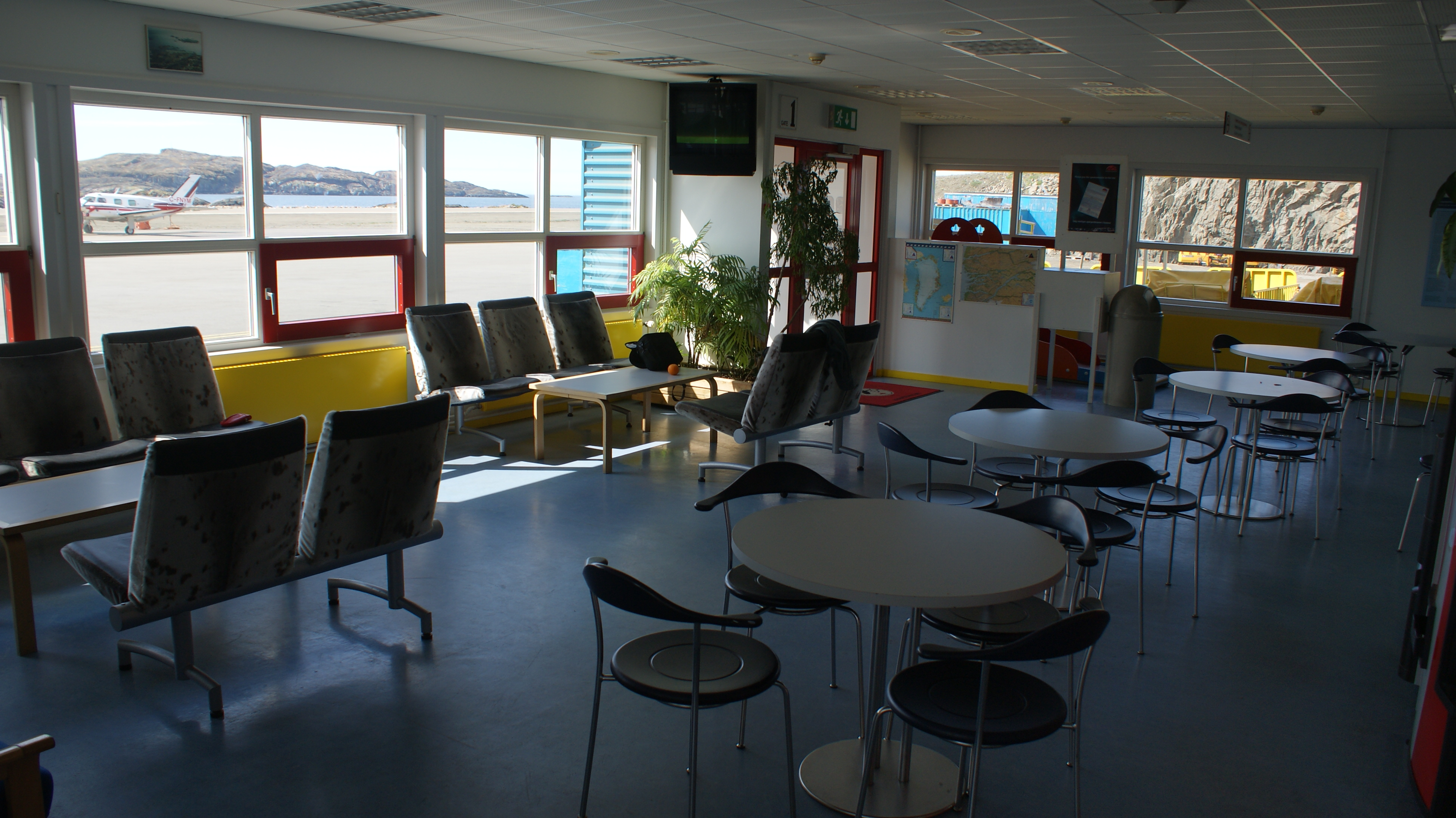
Interiér terminálu

Letiště je vybaveno jedinou asfaltovou ranvejí, označenou 13/31. Je dlouhá 799 metrů, široká 30 metrů a má sklon 0,7 %.
K dispozici je palivo Jet A1. Odmrazovací služby nejsou dostupné.
Letiště je spojeno se Sisimiutem silnicí. K přepravě do města lze využít taxislužbu.

## Aerolinie a destinace
| Letecká společnost | Destinace | Destinace                        | Destinace             |
| Letecká společnost | Země      | Letiště                          | Letiště               |
| Letecká společnost | Země      | Celoročně                        | Sezónně               |
| ------------------ | --------- | -------------------------------- | --------------------- |
| Air Greenland      | Grónsko   | Ilulissat · Kangerlussuaq · Nuuk | Itilleq · Sarfannguit |
| Zdroje:            |           |                                  |                       |

## Počasí
Blízkost letiště k hoře Palasip Qaqqaa způsobuje časté turbulence a změny v rychlosti větru.